# Akuma: Demon Spawn
Akuma: Demon Spawn (tạm dịch Ác ma: Lũ quỷ) là game thuộc thể loại nhập vai (RPG) bối cảnh thế giới hư cấu do hãng JC Research đồng phát triển và phát hành vào ngày 19 tháng 10 năm 1999.

## Cốt truyện
Câu chuyện diễn ra vào thời kỳ ma quỷ đang đe dọa thế giới. Chúa quỷ Satan sống lại và thâu tóm mọi miền đất nước. Vốn ở những quốc gia khác nhau nhưng cùng chung lý tưởng trừ ma diệt quỷ, ba chiến binh nọ đã đến với nhau, thề tiêu diệt quỷ dữ cho đến khi thế giới hòa bình trở lại. Ba chiến binh đó bao gồm Elim, một kiếm sĩ quý tộc Hàn Quốc cùng Kusa, một thầy phù thủy Nhật Bản và Reaning, một nữ tướng có tài bắn cung khéo léo.
Elim đã hứa hôn với Shining, một cô gái đẹp dược anh cứu khỏi bàn tay quỷ dữ. Elim chỉ có thể sống với nàng một khi thế giới đã vắng bóng quỷ ma. Kusa luôn mang trên lưng một hộp nhỏ chứa xương của người cha đã hy sinh vì quỷ dữ. Chàng đã thề sẽ báo thù trước linh cữu cha mình, với mong muốn linh hồn ông được thanh thản nơi chín suối. Còn Reaning vốn là vợ chưa cưới của một hoàng tử, một phụ nữ mạnh bạo luôn muốn chứng tỏ rằng nàng không hề thua kém bất kỳ một nam binh thực thụ nào.
Nhóm chiến binh đi từ làng này sang làng khác, giúp đỡ những người vô tội và thực hiện nhiệm vụ được giao. Họ sẽ nhận lại tiền, vũ khí và sức mạnh. Để hoàn thành nhiệm vụ, họ phải không ngừng tích lũy kinh nghiệm và nâng cao kỹ năng. Mục đích cuối cùng của họ là giết chết chúa quỷ Satan và giải phóng thế giới. Để làm việc đó thì phải đoạt được thanh Huyết Kiếm (Blood Sword) – thứ vũ khí duy nhất có thể kết liễu Satan.

## Cách chơi
Tuy lối chơi phần nào y hệt Diablo nhưng cũng có đôi chút khác biệt, game cho phép người chơi điều khiển riêng từng chiến binh hoặc cả nhóm cùng một lúc, có 5 chỉ số xuất hiện trong từng nhân vật là Health (chỉ số máu), Strength (sức sát thương và phòng thủ), Magic (khả năng phép thuật), Dexterity (tốc độ), Intelligent (chỉ số thông minh, giúp tăng kỹ năng chiến đấu) và cuối cùng là Skill (kỹ năng chiến đấu, nếu chỉ số này cao thì giúp tăng khả năng đánh trúng đòn kẻ địch của người chơi còn chúng khó có thể đánh trúng lại được).
Game cũng có phần chơi nối mạng nhưng người chơi chỉ được phép chọn một người trong bộ ba kể trên. Vào thời điểm bắt đầu, mỗi chiến binh đều có một món vũ khí riêng biệt, nhưng để tăng cường sức mạnh hơn nữa, họ cần phải được trang bị thêm và đeo những đồ vật giúp tăng khả năng chiến đấu, phòng thủ và các thanh trạng thái khác. Những món đồ như nhẫn, vòng xuyến, nữ trang thì có thể kiếm được từ các tiệm kim hoàn, riêng thông tin phục vụ cho mục đích chuyến đi sẽ xuất hiện một khi người chơi biết cách cư xử và nói năng tế nhị nhằm thu phục cảm tình của dân làng. Đây là yếu tố rất quan trọng, bởi những thông tin đó sẽ giúp người chơi tránh được những sự cố không cần thiết và lãng phí thời gian. Trên đường đi, người chơi có thể mua một số vật dụng giúp hồi phục sinh lực và tăng khả năng tấn công như móng rồng, lông hạc, tim rồng, nước thánh,….Nhưng cũng có những thứ không thể mua được bằng tiền như bùa tăng phép thuật, trí thông minh, sức khỏe, tốc độ, khiên rồng, mũ ma thuật vì chúng đòi hỏi sức phấn đấu và kiếm tìm thực sự của các chiến binh.
Một vài sự kiện trong game chỉ diễn ra theo trình tự thời gian, nhưng khi người chơi bước vào thế giới trong lòng đất thì các nhiệm vụ sẽ được đưa ra lần lượt. Ví dụ người chơi phải hiểu rõ tình hình và đời sống trong thế giới này để biết ai đang chống lại ai và quyết định đi theo phe nào ví dụ như dưới lòng đất có hai tên quỷ vừa chống lại sự thống trị của Satan vừa đánh lẫn nhau. Tuy nhiên có hai phe chủ đạo là quỷ dữ và con người, do đó người chơi phải tìm xem ai là người hiểu biết về thanh Huyết Kiếm, về sức mạnh bí ẩn của nó cũng như nơi cất giấu. Việc thâm nhập vào thế giới này trong game không đơn giản mà người chơi phải bỏ ra một thời gian dài luyện tập để giúp nhân vật thăng cấp, nâng chiêu cũng như thu gom tiền của, kinh nghiệm và những loại vũ khí có chất lượng.